# Himantopus novaezelandiae
La cigüeñuela negra o cigüeñuela de Nueva Zelanda (Himantopus novaezelandiae) es una especie de ave caradriforme de la familia Recurvirostridae, endémica de Nueva Zelanda.

## Características

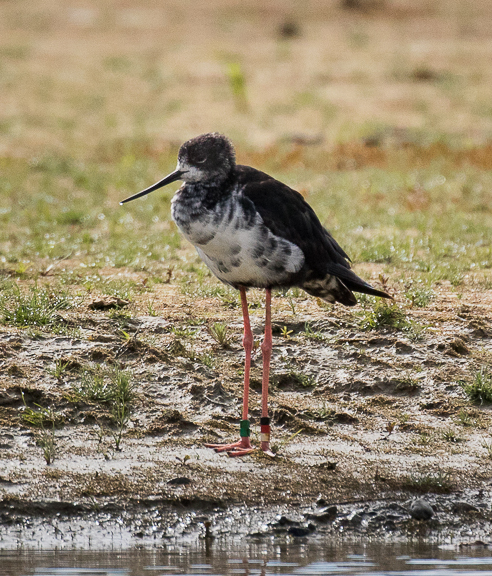
Ejemplar juvenil el lago Ohau.

Su estructura es similar a la cigüeñuela común (Himantopus himantopus), pero es fácil de distinguir por su plumaje completamente negro. Del mismo modo las patas son ligeramente más cortas y el pico es algo más largo. Las patas son de color rosa. Dorso y alas brillan en un tono verde metálico.
Los jóvenes tienen el pecho, el cuello y la cabeza de color blanco con un parche negro alrededor de los ojos.

## Ecología y conservación
A pesar de 20 años de intensa protección, esta especie sigue siendo el aves limícola más rara del mundo. El control intensivo de la especie se inició en 1981, cuando la población se había reducido a sólo 23 aves adultas. 
La población silvestre actual se estima en 85 aves adultas (febrero de 2010). La introducción de aves criadas en cautividad y el control de sus depredadores probablemente ha impedido su extinción en estado silvestre. Durante la temporada de cría se limita a la cuenca del río Mackenzie en la Isla del Sur. La mayoría de cigüeñuelas negras también se pasan el invierno en la cuenca del río Mackenzie, a diferencia de otras aves limícolas en la región que migran a climas más cálidos para el invierno.

## Referencias

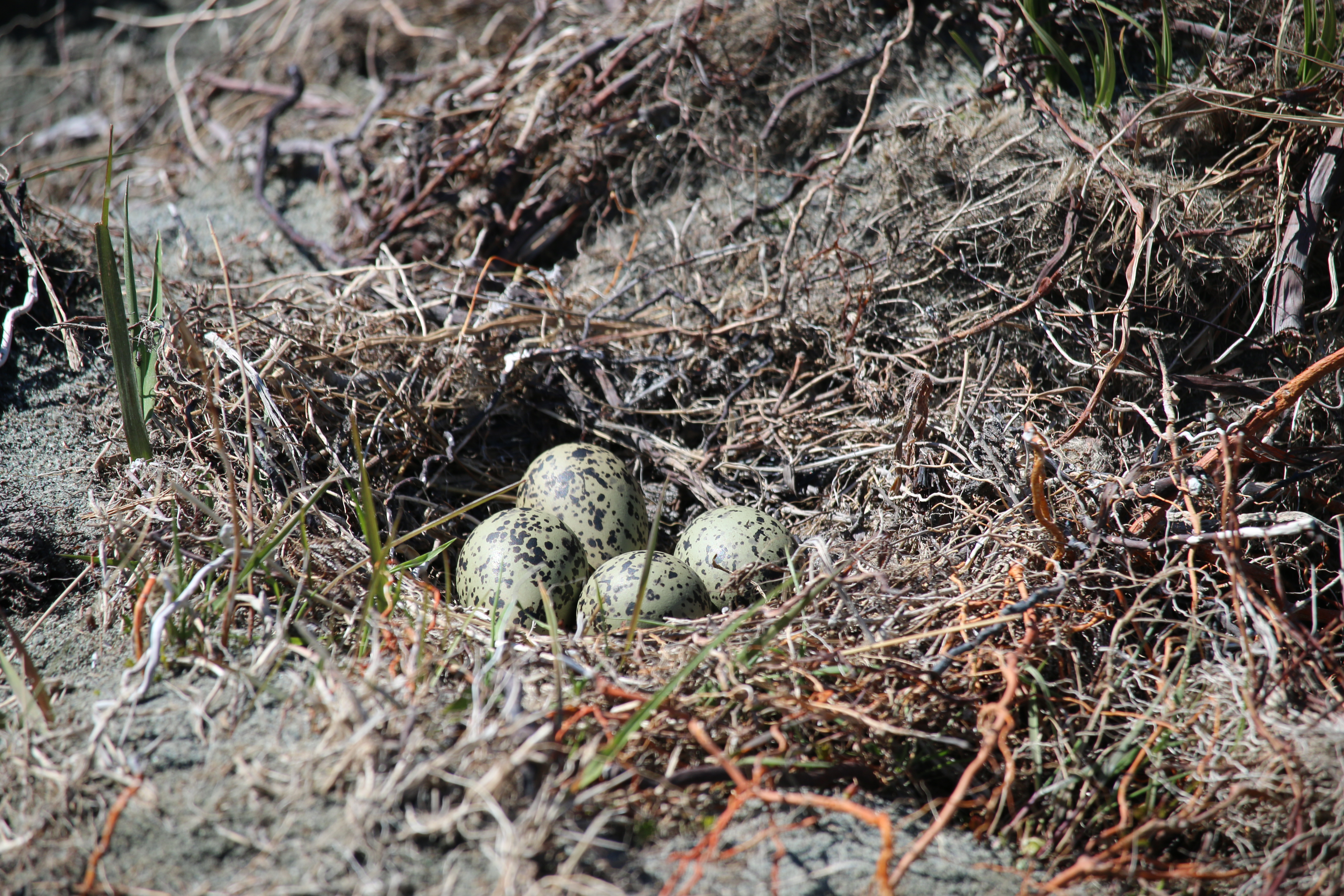
Nido de cigüeñuela negra en el río Godley de Nueva Zelanda.